# Vincent Yarbrough
Vincent Raymond Yarbrough (Cleveland, 21 marzo 1981) è un ex cestista statunitense, professionista nella NBA, in Italia e in Germania.

## Carriera
È stato selezionato dai Denver Nuggets al secondo giro del Draft NBA 2002 (33ª scelta assoluta).

## Palmarès

### Squadra
- Campionato tedesco: 1

Brose Bamberg: 2006-07

### Individuale
- McDonald's All-American Game (1998)